# A Scrap in Black and White
A Scrap in Black and White è un cortometraggio muto del 1903.
Primo filmato interraziale del cinema americano presenta i due protagonisti (un ragazzino bianco e uno nero), su un piano di sostanziale parità, senza indulgere in alcun elemento stereotipato.
Gli interpreti (incluso il regista) non sono accreditati, né se ne conosce l'identità.

## Trama
Due ragazzini, uno bianco e uno nero, si sfidano a pugilato in un ring improvvisato all'aperto. Combattono un po' sul serio e un po' per scherzo per due round, finché alla fine crollano entrambi al tappeto al centro del ring. L'arbitro procede a contarli entrambi, quando i secondi all'improvviso svuotano i secchi d'acqua sui combattenti. I due ragazzini si rialzano, un po' sorpresi dello scherzo, mentre gli adulti ridono divertiti.

## Produzione e distribuzione
Il film fu prodotto dalla Edison Manufacturing Company.

## Distribuzione
Il film fu distribuito dalla Edison Manufacturing Company nel luglio 1903.